# 澤簡徳

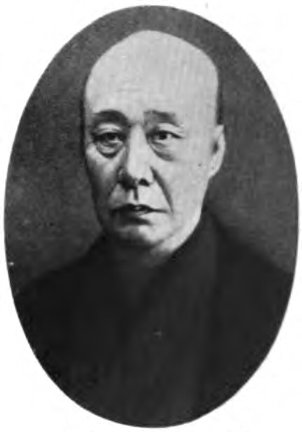
澤簡徳

澤 簡徳（さわ かんとく、1830年10月21日（文政13年9月5日） - 1903年（明治36年）10月12日）は、幕末の旗本、明治期の内務官僚、裁判官、政治家。外国奉行、福岡県権令、若松県令、貴族院勅選議員。名・幸良、通称・勘七郎。旧名・蔵六。

## 経歴
武蔵国江戸四谷仲殿町で、旗本・澤勝之丞幸得と母本田氏の子息として生まれる。最初の諱は幸良といった。澤家の禄高は600石で、遠祖は源義家という。義家から八世の孫である澤次郎義盛は三河に住んでいたが、数代後関東に赴き、関東管領の上杉憲実に仕えた。やがて後北条氏に仕え、その滅亡後、澤次郎右衛門尉吉縄は徳川家に出仕し幕臣となった。
鉄砲方・井上左太夫に師事し砲術の研究を行う。鉄砲玉薬奉行、徒歩頭、講武所頭取、目付、外国奉行などを経て、文久3年9月10日（1863年10月22日）講武所奉行並となり武家官位「左近将監」を名乗った。元治元年6月1日（1864年7月4日）三度目の外国奉行に就任したが、幕府の嫌疑を受け、同月23日（7月26日）に罷免され閉門を命ぜられた。慶応4年（1868年）閉門が解かれ謹慎となり、明治元年に赦免され、駿府移住を命ぜられた。同年8月、暇を得て旧領地豊島郡三河島村で帰農し、蔵六と改名した。
勝海舟などから熱心な誘いを受け明治政府に出仕し、明治元年12月6日（1869年1月18日）徴士刑法官判事試補に任官。以後、刑部権大丞、同大丞、神祇少祐、同少丞、入間県権令などを歴任。1873年2月7日、福岡県権令に就任。同年6月5日、若松県権令に転任し、1874年9月3日、県令に昇進。1876年5月20日、県令を依願免本官となる。同年5月、五等判事に任ぜられ、大審院詰、大阪裁判所在勤などを務め、1877年6月に廃官となる。同年10月、東京府第四大区区長に就任し、1878年10月、神田区長となり1891年4月まで在任。その間、他区長の不在時に、日本橋区、牛込区、下谷区などの区長を兼務した。
1891年12月22日、貴族院議員に勅選され、死去するまで在任。1898年9月20日、神田区長在任時における地方自治発展の功績などにより藍綬褒章が授与された。墓所は青山霊園(1イ11-20)。

## 栄典
- 1896年（明治29年）2月29日 - 正五位[11]

## 親族
- 子息 沢良澳（大日本帝国海軍少将）[12]
- 二女・覚（1855-1920） - 清岡公張の妻。歌人としても知られる[13]
- 庶子・と代（1879年生） - 岡田猛熊（横浜商業会議所書記官）の弟・三善の妻。岡田猛熊（1866年生）は東京専門学校を卒業後、インディアナ大学初の北米外からの留学生となり、1891年に同校で修士号を取得、帰国後母校の教師を経て横浜商業会議所勤務[14][15]
- 庶子・福（1884年生） - 原川慶作（播磨瓦斯初代社長）の妻[16][17]
- 娘・美子 - 覚の妹。高松凌雲門下の医師・緑川興功の妻[18]。長女の章は大槻茂雄（大槻如電二男で大槻文彦の養子）の妻[19]。